# Niagara (Fusion-Band)
Niagara war ein multinationales Fusionprojekt um Klaus Weiss, das zwischen 1971 und 1973 existierte und als Perkussionband begann.

## Geschichte
Der Schlagzeuger, Komponist und Arrangeur Klaus Weiss hatte 1971 die Idee, eine Band zusammenzustellen, die völlig auf Melodieinstrumente verzichtete und dafür alle erdenklichen Schlag- und Perkussionsinstrumente verwendete. Da „das große Reservoir an Drummern in und um München keine Schwierigkeiten bereitete, die geeigneten Mitspieler zu finden“ (so die Einschätzung von Weiss), vereinte er sieben weitere Perkussionisten im Münchner Union Studio: Die Bebop-Legende Joe Harris sowie Cotch Blackmon (Between, Sinto) und George Greene (Veit Marvos, Haboob) aus den USA, den Briten Keith Forsey (Klaus Doldingers Motherhood, Amon Düül II), den Venezolaner Juan Romero und die Deutschen Udo Lindenberg (Motherhood, Passport, Free Orbit, Emergency) und Daniel Fichelscher (Gila, Amon Düül II, Popol Vuh). „Afrikanische Rhythmen und eine leicht Voodoo-artige Stimmung“ kennzeichnen das Erstlingswerk, das bei Liberty/United Artists erschien.
Nach guten Plattenverkäufen konnte Weiss im Februar 1972 ein weiteres Mal ins Studio gehen, diesmal aber in veränderter Konzeption – mit Melodieinstrumenten (Ack van Rooyen an der Trompete, Ferdinand Povel an Tenorsaxophon und Flöte, Kristian Schultze am Keyboard sowie Paul Vincent an der Gitarre und Gary Unwin am Bass) und ausgedünnter Perkussion (außer ihm waren nur noch Lindenberg am zweiten Schlagzeug und die Perkussionisten Daniel Fichelscher und Joe Harris dabei). Neben ihm trugen auch Schulze und Unwin mit Kompositionen zum Repertoire bei: „Psychedelischer Krautrock, Funk, Swing und Bebop tönen nunmehr gleichzeitig aus den Boxen.“
Für das dritte Album, das 1973 erschien, wurde wieder eine veränderte Konzeption gewählt: Den Schlagzeugern und Perkussionisten Weiss, George Brown, Sabu Rex und Norman Tolbert wurde alleine der Bassist Dave King gegenübergestellt, um wie bei der ersten Platte wieder ausschließlich Stücke von Weiss aufzuführen. Dieses Studioensemble trat nicht live auf.

## Bedeutung
„Die musikalische Bedeutung der Niagara-Songs kann musikhistorisch gar nicht hoch genug eingeschätzt werden.“  Die Band vereinte – laut.de zufolge – „zu gleichen Teilen eine Art eingängige Miles Davis-Variante mit kraftvollem Sly Stone-Funk und dem ungestümen Psy-Rock teutonischer Prägung.“

## Diskographie
- Niagara (1971)
- S.U.B. (1972)
- Afire (1972)